# Bukowina (Grupa Oszusa)
Bukowina (słow. Talapkov Beskyd, 1077 m), Bukowinka – szczyt w Grupie Oszusa w Beskidzie Żywiecko-Kisuckim, znajdujący się w głównym grzbiecie tego pasma, pomiędzy Świtkową (1082 m), a Beskidem Bednarów (1093 m). Grzbietem tym przebiega granica polsko-słowacka oraz Wielki Europejski Dział Wodny. Bukowina to mało wybitny szczyt, ale ma znaczenie topograficzne, gdyż jest zwornikiem. Jej północne stoki są polskie i opadają do doliny potoku Cicha w Soblówce, w południowym natomiast kierunku odbiega od Bukowiny długi grzbiet, który poprzez wzniesienia Mrvova Kykula (1040 m) i Prieval (846 m) ciągnie się do doliny potoku Harvelka. Górną część tego grzbietu (pod szczytem Bukowiny) opływa jeden ze źródłowych cieków Vychylovki oraz Bukovinský potok. Grzbiet ten w całości znajduje się na Słowacji.
Bukowina jest porośnięta lasem, ale na jej południowo-wschodnich, opadających do Bukovinskiego potoku stokach (na Słowacji) znajduje się niewielkie polany. Duże polany znajdują się również u podnóży jej polskich stoków, w miejscowości Soblówka, na większości z nich jednak zaprzestano już ich koszenia i wypasania, wskutek czego zarastają lasem.
Polskie stoki Bukowiny znajdują się w granicach miejscowości Soblówka w województwie śląskim, w powiecie żywieckim, w gminie Ujsoły. Przez szczyt Bukowiny prowadzi słowacki szlak turystyczny (niebieski), można na niego wejść z przełęczy Przysłop. Na szczycie Bukowiny dołącza do niego ze Słowacji inny (zielony) szlak.

## Szlak turystyczny
słowacki szlak graniczny
  Orawska Leśna – Bukowina.